# Phyllanthus myrtifolius
Phyllanthus myrtifolius là một loài thực vật có hoa trong họ Diệp hạ châu. Loài này được (Wight) Müll.Arg. miêu tả khoa học đầu tiên năm 1866.

## Hình ảnh

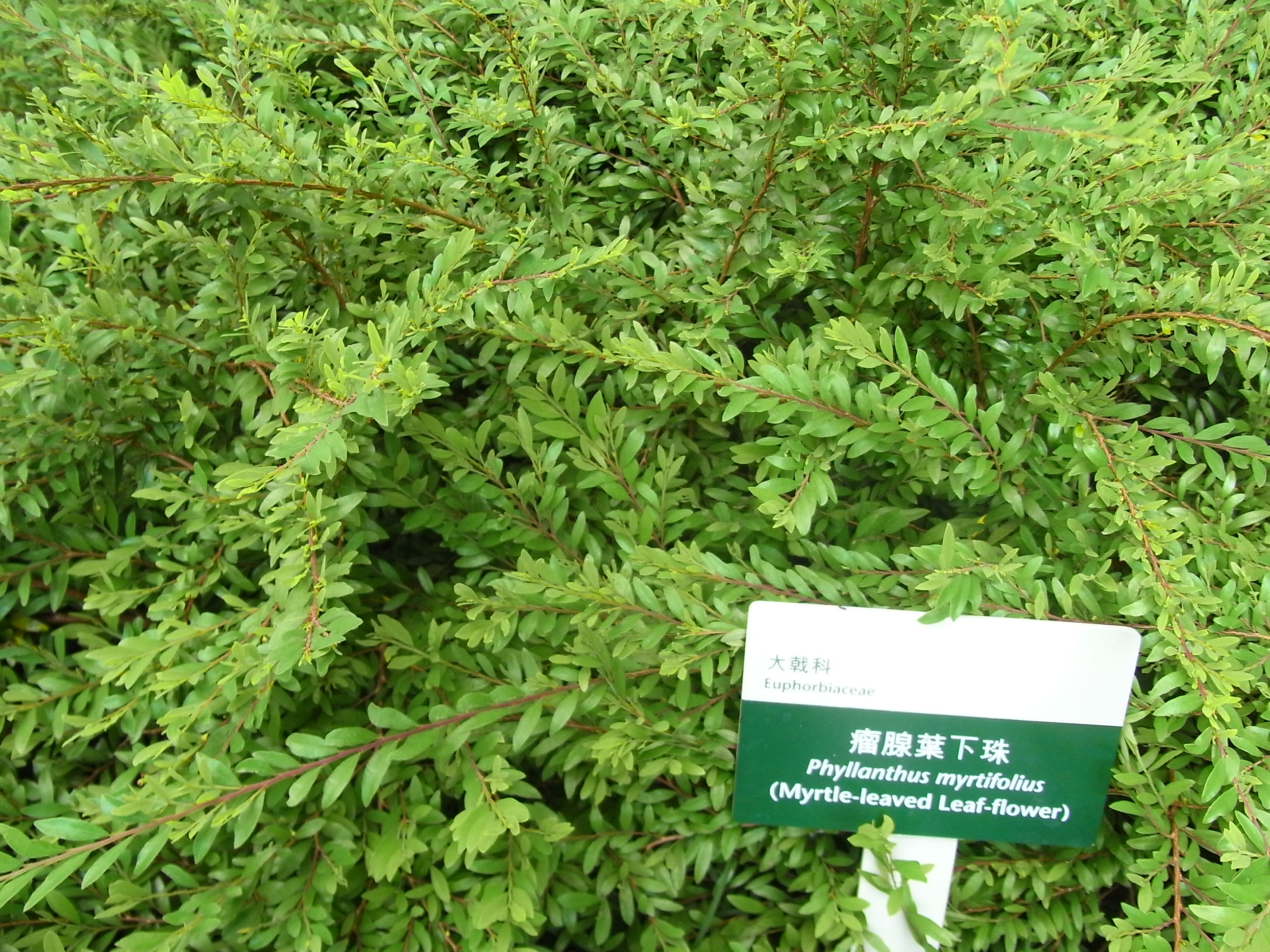
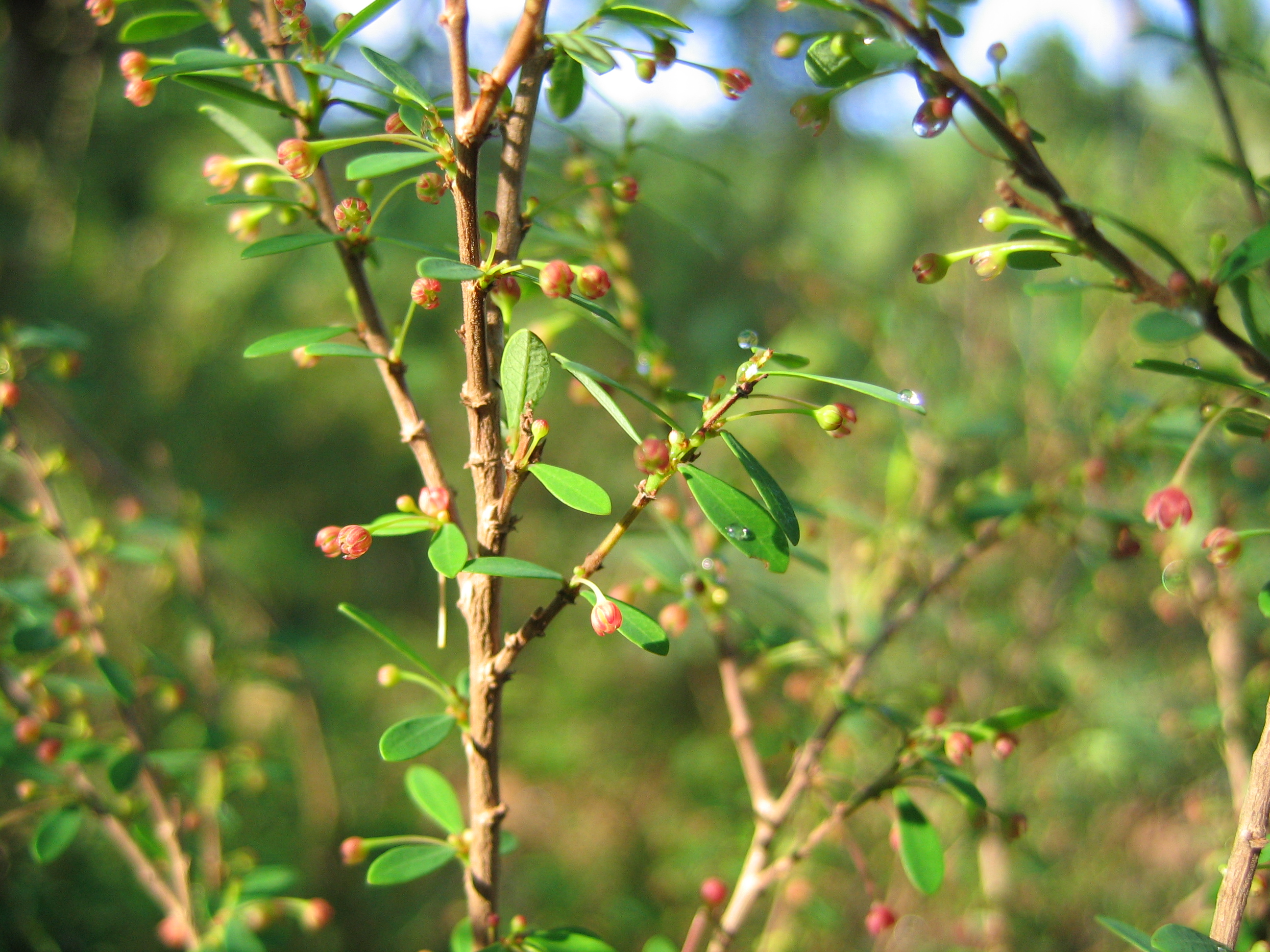
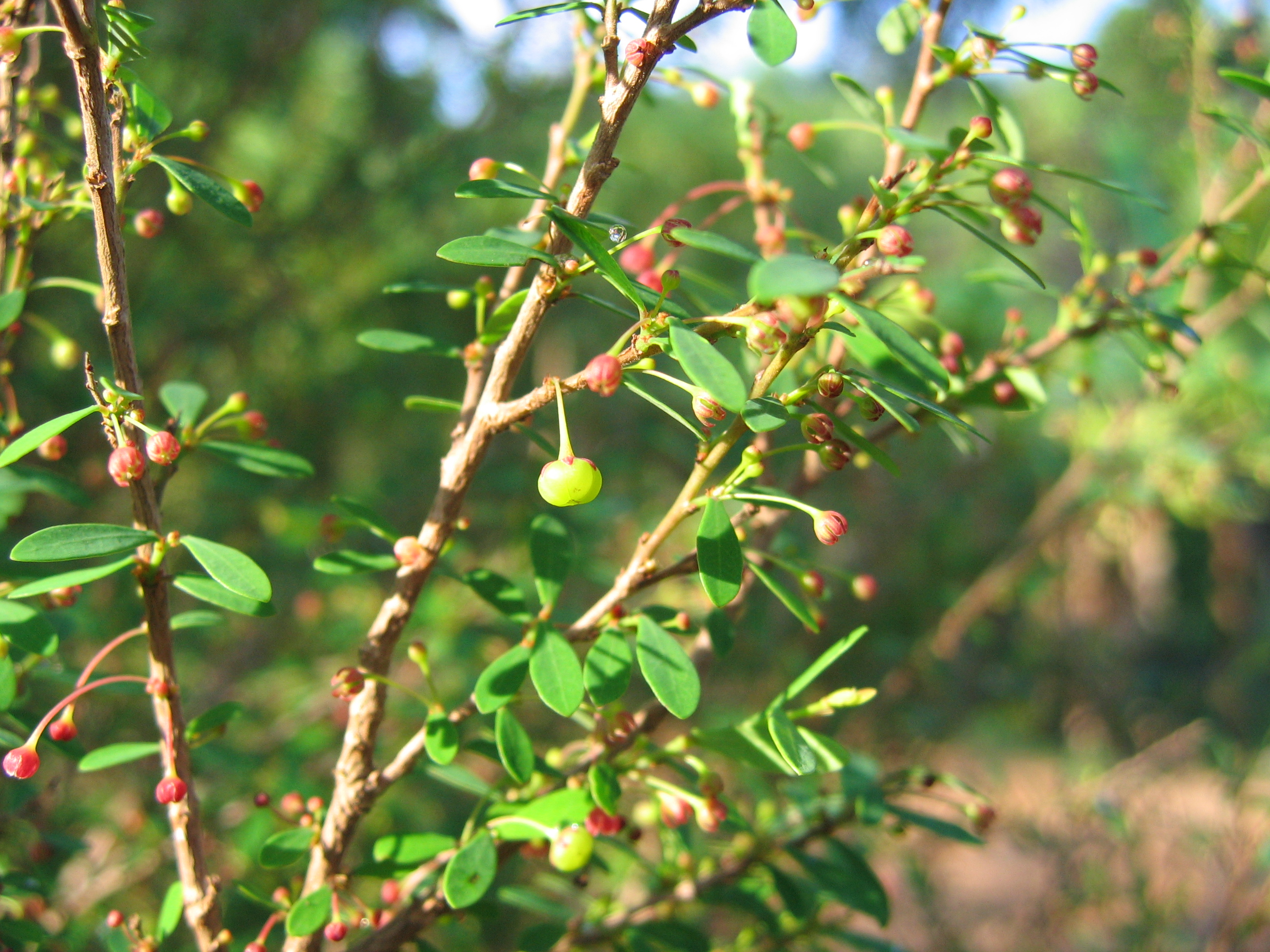